# James Henry Breasted
James Henry Breasted, född 27 augusti 1865 i Rockford i Illinois, död 2 december 1935 i New York, var en amerikansk egyptolog, arkeolog och historiker. Förutom forskning om det antika Egypten intresserade han sig för de antika civilisationerna i Västasien.  Breasted som var en av utgivarna av The American journal of Semitic languages and Literatures. Han var också ordförande i American Historical Association.
Doktorsstudierna bedrev Breasted vid Yale och i Berlin. Breasted började 1894 undervisa i egyptologi vid University of Chicago. Breasted blev professor i egyptologi och orientalisk historia vid universitetet i Chicago 1905, och samtidigt direktör för Haskell Oriental Museum i samma stad.
1906 var han klar med ett femvolymsverk, Ancient Records of Egypt. Verket utgjorde ett register över  egyptiska hieroglyfiska inskrifter med en översättning. Han ledde 1905–1907 forskningsexpeditioner till Egypten och Sudan. Expeditionerna kopierade inskriptioner som tidigare varit oåtkomliga eller höll på att förstöras. Hans historiska översikt om Egypten utgiven 1905 och hans lärobok  för gymnasiet, Ancient Times skriven 1916 fick stora framgångar och såldes i stora upplagor. Breastad översatte Edwin Smith-papyrusen. 
Genom ekonomiskt stöd från universitet och John D. Rockefeller, Jr., organiserade Breasted Oriental Institute vid University of Chicago 1919. Institution döptes 2023 om till Institute for the Study of Ancient Cultures. Institutet är ett internationellt känt centrum för studier av antika kulturer i Västasien och Mellanöstern. Under Braestads ledning genomfördes ett antal viktiga utgrävningar. En utgrävning vid Megiddo avtäckte ett stort ridstall som har tolkats ett stall under kung Salomo tid. En annan ugrävning i Persepolis hittade några akemenidiska skulpturer och ett arkiv med värdefulla lertavlor. John D. Rockefeller Jr. bekostade utgrävningar i Egypten, Syrien och Palestina. 